# Tell Me You Love Me
Tell Me You Love Me —en español: Dime que me quieres— es el sexto álbum de estudio de la cantante estadounidense Demi Lovato. Fue lanzado el 29 de septiembre de 2017 por Island, Hollywood, and Safehouse Records. El álbum sirve como su proyecto final que se lanzará a través de Hollywood Records, con quien lanzó seis álbumes de estudio. Principalmente un disco pop, el álbum también incorpora elementos de R&B. Lovato describió el álbum como si tuviera un lado más «conmovedor» que su trabajo anterior y nombró a Christina Aguilera, Aretha Franklin y Kehlani como sus principales influencias. Las contribuciones a la producción del álbum provinieron de varios productores, incluidos Mitch Allan, David Massey, Oak Felder, Stint y John Hill.
Líricamente, Tell Me You Love Me explora temas como superar la angustia, dejar ir el trauma y estar soltero. El sencillo principal del álbum, «Sorry Not Sorry», lanzado el 11 de julio de 2017, se convirtió en el sencillo de Lovato con mayor ranking en los Estados Unidos, alcanzando el puesto número seis en el Billboard Hot 100 y siendo certificado 5 veces platino por la Recording Industry Association of America (RIAA). La canción principal fue lanzada como segundo y último sencillo del álbum el 14 de noviembre, alcanzando el puesto 53 en el Billboard Hot 100 y luego siendo certificado doble platino por la RIAA.
Tras su lanzamiento, Tell Me You Love Me recibió críticas generalmente favorables de los críticos musicales, muchos de los cuales elogiaron su producción y la emotiva interpretación vocal de Lovato, y algunos lo consideraron su mejor álbum hasta la fecha. Alcanzó su punto máximo entre los diez primeros en numerosos países de todo el mundo, alcanzando el puesto número tres en el Billboard 200 de Estados Unidos. En apoyo del álbum, Lovato se embarcó en la gira mundial Tell Me You Love Me World Tour en 2018. El 7 de mayo de 2021, Lovato lanzó los temas adicionales de la edición anterior de Target, «Smoke & Mirrors» y «Ready for Ya», como parte de la versión de lujo del álbum.

## Antecedentes y lanzamiento
El 16 de octubre de 2015, Lovato lanzó su quinto álbum de estudio, Confident. El material recibió comentarios positivos por parte de los críticos y alcanzó el segundo puesto en la lista de éxitos estadounidense Billboard 200. En mayo de 2016, Lovato confirmó que estaba trabajando en su sexto álbum de estudio, y que tendría un sonido «más soul» en comparación a sus trabajos anteriores. En octubre Lovato anunció mediante Twitter que se tomaría un descanso de su carrera musical en 2017, y añadió que «no estoy echa para este negocio o para los medios». Sobre esta situación, luego explicó que se sentía frustrada de que la gente tergiversara las cosas que decía en entrevistas y se enfocaran más en ese aspecto que en su música, además de que quería descansar tras haber estado de gira por meses. En diciembre, Confident recibió una nominación al premio Grammy al mejor álbum de pop vocal, lo que la hizo cambiar de parecer. Sintió que el suceso era «el reconocimiento que necesitaba para volver a inspirarme» y «la forma de Dios de decirme que estaba en el camino correcto». Aunado a esto, visitó Kenia en enero de 2017 para hacer obras de caridad, donde ayudó a construir un centro de empoderamiento para mujeres y visitó escuelas. Ambos eventos hicieron que Lovato dejara de enfocarse en el lado negativo de la industria musical y se sintiera lista para continuar trabajando en su sexto álbum. En abril de 2017, Lovato anunció que su nuevo disco todavía estaba en el proceso de escritura y reafirmó que quería tomar un rumbo más soul con él. En total, la creación del disco duró un año y medio. Lovato comentó que el proceso fue bastante tranquilo: «Es bastante diferente a los otros álbumes que he lanzado porque siempre me he apresurado con mis discos. Esta vez me tome mi tiempo con [Tell Me You Love Me]. Así que [el proceso de creación] fue relajante, divertido y honesto». Lovato pidió una sesión con el productor Warren «Oak» Felder luego de escuchar su trabajo con la cantante Kehlani; al final, terminaron colaborando en cinco canciones. Lovato además reveló que trabajó con los productores Pharrell Williams y Mike Will Made It, pero que las canciones en las que trabajaron juntos no serían incluidas en el álbum. En una entrevista con la revista Billboard en mayo, comentó que su nuevo disco sería publicado en ese año y que tendría más influencias de la música soul y R&B.
El 23 de agosto de 2017, Lovato anunció a través de sus redes sociales que su sexto álbum de estudio, Tell Me You Love Me, estaría disponible para preventa al día siguiente y que se lanzaría de forma oficial el 29 de septiembre de ese año. Asimismo, adjuntó en la publicación un vídeo con un adelanto del tema homónimo y la portada del disco. El 13 de septiembre, Lovato reveló la lista de canciones con la ayuda de sus fanáticos a través de Twitter. El disco tuvo tres versiones: una edición estándar con doce canciones, una versión «de lujo» con quince temas, y la versión lanzada en la tienda Target con diecisiete. El desarrollo del álbum formó parte de Demi Lovato: Simply Complicated, un documental de YouTube lanzado el 17 de octubre de 2017 sobre la música de la artista y sus trabajos de caridad. Sobre esto, Lovato comentó que: «Es definitivamente un desafío, porque solo quieres ser completamente franca y libre [en el estudio], y cuando tienes a las cámaras encima, no sientes que puedas hacerlo. Pero me acostumbré. Y una vez que superas esa mentalidad, olvidas que las cámaras están ahí y eres capaz de ser completamente vulnerable».

## Composición
Durante varias ocasiones antes del lanzamiento del disco, Lovato comentó que quería tomar un rumbo más soul con su siguiente álbum porque es el tipo de música que más le gusta cantar y para demostrar mejor su capacidad vocal. Además, añadió que se había cansado de cantar canciones pop. En una entrevista con MTV News, Lovato dijo que estuvo influenciada por muchos artistas, entre ellos Aretha Franklin, Christina Aguilera y Kehlani. Comentó también que el álbum y la portada estuvieron fuertemente inspirados por Aguilera, específicamente de su trabajo de 2002, Stripped, al que citó como un «álbum que realmente transformó [a Aguilera] en el icono que es hoy». Las letras del disco están inspiradas de la vida personal de la cantante: «Ustedes conocen mi viaje personal. He pasado por mucho este año y medio pasado. He crecido bastante y quería que el álbum representara quien soy. Mi sonido, quería que fuera más auténtico a quien soy, más soul y R&B. Y quería que la gente fuera capaz de identificarse con cada canción del disco».

## Sencillos
El sencillo líder del disco, «Sorry Not Sorry» fue lanzado el 11 de julio de 2017. Lovato describió a la canción como «un himno para todo aquel que ha sido odiado y lo ha superado y salido del otro lado como un jodido salvaje». El sencillo ha alcanzado el número 6 en la lista de popularidad estadounidense Billboard Hot 100 y el puesto 9 en el listado británico UK Singles Chart.
El segundo sencillo oficial del álbum Tell Me You Love Me fue lanzado al mercado musical el 14 de noviembre de 2017. 

### Sencillos promocionales
«Tell Me You Love Me» fue publicado en primer momento como el primer sencillo promocional del disco el 24 de agosto de 2017, pero luego fue escogido como el segundo sencillo oficial del álbum. El tema alcanzó el puesto 53 en la lista Billboard Hot 100. Lovato lanzó «You Don't Do It For Me Anymore» como el segundo sencillo promocional el 8 de septiembre de 2017. El tercero, «Sexy Dirty Love», fue publicado el 22 de septiembre de 2017.

## Recepción crítica
Tell Me You Love Me recibió en su mayoría comentarios positivos por parte de los críticos musicales. En el sitio web Metacritic, recibió una calificación de 72 sobre 100 basada en seis publicaciones, que indica «reseñas generalmente favorables». Taylor Henderson de Pride.com comentó que Lovato finalmente se había dado cuenta de quien era con Tell Me You Love y que «parece que finalmente sabe lo que quiere, y no tiene miedo de conseguirlo». Añadió que el estilo, letras y voz de Demi brillaban en cada canción y que el disco era «un trabajo cohesivo que muestra los talentos de Lovato en un paquete pop brillante». Lindsay Zoladz de The Ringer comentó que Tell Me You Love Me era «mejor y más relajado» que Confident y que era la prueba de que la artista se había convertido en una «cantante pop más adulta». Jamieson Cox de Pitchfork le dio una puntuación de 7.2 sobre 10, y comentó que Lovato «finalmente se ha asentado en un espacio consistentemente convincente» con el género R&B. Asimismo, mencionó que había un progreso con respecto a los trabajos anteriores de la artista: «[El disco] te da suficiente espacio para ver a Demi como algo más que una vocalista sin barreras. Quieres conocer a la Lovato detrás de Tell Me You Love Me, algo que definitivamente no puedes decir sobre cualquiera de sus otros lanzamientos». Mikael Wood de Los Angeles Times escribió que el álbum «presenta una cantante ardiendo con propósito» y consideró a las canciones como «pegajosas, divertidas, sensuales y atrevidas». El editor de Idolator Mike Nied comentó que Tell Me You Love Me era el disco más cohesivo de la artista y uno de los mejores lanzados en 2017. Además, lo comparó con Stripped de Christina Aguilera y FutureSex/LoveSounds de Justin Timberlake (2006). El periódico australiano Herald Sun lo consideró un álbum «impresionante», le otorgó una calificación de 3.5 estrellas sobre 4, y opinó que la mejor canción era «Daddy Issues». Madeline Roth de MTV News comentó que el disco «narra las derrotas y victorias de Demi en el juego del amor» y que «al aplicarse a una ruptura reciente, sirve como una biblia para la soltería».
Raúl Guillén del sitio web español Jenesaispop comentó que el álbum «no salvará la música ni la vida de nadie, ni hará a Demi Lovato más popular de lo que ya es, pero es su disco más equilibrado y agradable de escuchar». Aidin Vaziri del San Francisco Chronicle opinó que «la voz de Lovato no es solo enérgica, sino completamente escandalosa» en canciones como «Sorry Not Sorry» y «You Don't Do It For Me Anymore». Asimismo, dijo que Lovato «se desata sobre exes y amigos traicioneros con el tipo de poder vocal que es mejor apreciado desde una distancia segura». Stephen Thomas Erlewine de AllMusic le dio una calificación de tres estrellas y media sobre cinco; aunque criticó el uso de palabras soeces y temáticas sexuales «muy francas» en las letras, dijo que el estilo musical compensaba estos «tropiezos». Tim Snatc de Entertainment Weekly lo calificó con una B y opinó que «las mejores partes del disco están en la primera mitad y muestran la seguridad de Lovato». Sin embargo, añadió que «la gran voz de la artista es a veces un daño». Maura Johnston de Rolling Stone le otorgó tres estrellas de cinco; alabó el estilo R&B y funk de «Tell Me You Love Me» y «Sexy Dirty Love» pero comentó que el disco se «estanca» en canciones trap y chill out como «Lonely». Pese a esto, añadió que baladas como «Concentrate» balancean perfectamente los géneros anteriores. Alexa Camp de Slant Magazine dijo que la artista sonaba «más segura que nunca» y que las baladas eran más elegantes y sensuales que las de Confident. Sin embargo, criticó la cantidad de canciones downtempo en la segunda mitad del disco.

## Rendimiento comercial
Es su sexto álbum de top 10 con el debut de Tell Me You Love Me en el número 3 del Billboard 200 con 74.000 unidades (48.000 en ventas de álbumes tradicionales). Ella alcanzó previamente el top 10 con los cinco de sus lanzamientos anteriores: Confident (No. 2 en 2015), Demi (No. 3, 2013), Unbroken (No. 4, 2011), Here We Go Again (No. 1, 2009) y Don't Forget (No. 2, 2008). En el Reino Unido, Tell Me You Love Me debutó en el número cinco de la lista de álbumes del Reino Unido, convirtiéndose en su álbum de mayor cartografía en la nación. El récord entró en el número ocho en Australia, convirtiéndose en su segundo álbum de los 10 mejores en la lista de álbumes de ARIA después de que Confident alcanzó el número dos en 2015.

## Lista de canciones
| Tell Me You Love Me – edición estándar |                                  |                                                                        |                          |          |  |
| N.º                                    | Título                           | Escritor(es)                                                           | Productor(es)            | Duración |  |
| 1.                                     | «Sorry Not Sorry»                | Demi Lovato Oak Felder Sean Douglas Trevor Brown William Zaire Simmons | Felder                   | 3:23     |  |
| 2.                                     | «Tell Me You Love Me»            | John Hill Kirby Lauryen Ajay Bhattacharya                              | Hill Stint               | 3:56     |  |
| 3.                                     | «Sexy Dirty Love»                | Lovato Brown Simmons                                                   | Felder Brown Zaire Koalo | 3:33     |  |
| 4.                                     | «You Don't Do It for Me Anymore» | Jonas Jeberg Chloe Angelides James «Gladius» Wong Ashlyn Wilson        | Jeberg Anton Kuhl        | 3:17     |  |
| 5.                                     | «Daddy Issues»                   | Lovato Felder Simmons Douglas                                          | Felder Koalo             | 3:09     |  |
| 6.                                     | «Ruin the Friendship»            | Lovato Ido Zmishlany Brittany Amaradio Angelides                       | Zmishlany                | 3:53     |  |
| 7.                                     | «Only Forever»                   | Lovato Felder Douglas Ilsey Juber Toby Gad                             | Felder                   | 3:17     |  |
| 8.                                     | «Lonely» (con Lil Wayne)         | Dijon McFarlane Sarah Aarons Dwayne Carter Nick Audino Lewis Hughes    | DJ Mustard               | 4:41     |  |
| 9.                                     | «Cry Baby»                       | Lovato Taylor Parks Angelides Noonie Bao Jamie Sanderson Kevin Hissink | Sermstyle Hissink Parks  | 3:42     |  |
| 10.                                    | «Games»                          | Lovato Felder Brown Simmons Douglas                                    | Felder Brown Koalo       | 3:08     |  |
| 11.                                    | «Concentrate»                    | Lovato Jeff Shum Dayyon Alexander Jimmy Burney Adam Tressler           | Rush Hr. Allan Robinson  | 3:17     |  |
| 12.                                    | «Hitchhiker»                     | Lovato Shum Alexander Burney Tressler Winston Howard                   | Rush Hr. Allan Robinson  | 3:43     |  |

| Tell Me You Love Me – edición de lujo |                                                                |                                                     |                      |          |  |
| N.º                                   | Título                                                         | Escritor(es)                                        | Productor(es)        | Duración |  |
| 13.                                   | «Instruction» (Jax Jones con Demi Lovato y Stefflon Don)       | Uzoechi Emenike Stephanie Allen Lovato Timucin Aluo | Jax Jones Mark Ralph | 2:45     |  |
| 14.                                   | «Sorry Not Sorry» (versión acústica)                           | Lovato Felder Douglas Brown Simmons                 | Felder               | 3:25     |  |
| 15.                                   | «No Promises» (versión acústica) (Cheat Codes con Demi Lovato) | Trevor Dahl                                         | Cheat Codes          | 3:52     |  |

| Tell Me You Love Me – edición de Target |                   |                                               |                               |          |  |
| N.º                                     | Título            | Escritor(es)                                  | Producer(s)                   | Duración |  |
| 16.                                     | «Smoke & Mirrors» | Aarons Ben Abraham                            | Abraham Aarons Allan Robinson |          |  |
| 17.                                     | «Ready for Ya»    | Lovato Nick Jonas Nolan Lambroza Simon Wilcox | Sir Nolan                     |          |  |

## Posicionamiento en listas

### Semanales
| Argentina         | Argentina Albums Chart      | 5  |
| Alemania          | German Albums Chart         | 1  |
| Australia         | Australian Albums Chart     | 8  |
| Austria           | Austrian Albums Chart       | 1  |
| Bélgica (Flandes) | Ultratop Albums             | 1  |
| Bélgica (Valonia) | Ultratop Albums             | 1  |
| Canadá            | Canadian Albums Chart       | 4  |
| Croacia           | HDU                         | 7  |
| Dinamarca         | Danish Albums Chart         | 2  |
| Escocia           | Scottish Albums Chart       | 6  |
| Eslovaquia        | IFPI                        | 8  |
| España            | PROMUSICAE                  | 1  |
| Estados Unidos    | Billboard 200               | 3  |
| Finlandia         | The Official Finnish Charts | 20 |
| Francia           | French Albums Chart         | 63 |
| Grecia            | IFPI                        | 6  |
| Irlanda           | Irish Albums Chart          | 4  |
| Italia            | Italian Albums Chart        | 12 |
| México            | AMPROFON                    | 1  |
| Noruega           | VG-lista                    | 1  |
| Nueva Zelanda     | New Zealand Albums Chart    | 2  |
| Países Bajos      | Album Top 100               | 10 |
| Polonia           | ZPAV                        | 12 |
| Portugal          | AFP                         | 16 |
| Reino Unido       | UK Albums Chart             | 5  |
| República Checa   | Czech Republic Albums Chart | 16 |
| Suecia            | Veckolista Album            | 13 |
| Suiza             | Schweizer Hitparade         | 32 |
| Taiwán            | Five Music                  | 4  |

### Anuales
| País           | Lista                 | Posición |
| 2017           | 2017                  | 2017     |
| -------------- | --------------------- | -------- |
| Bélgica        | Ultratop Albums       | 159      |
| Estados Unidos | Billboard 200         | 170      |
| 2018           |                       |          |
| Canadá         | Canadian Albums Chart | 49       |
| Estados Unidos | Billboard 200         | 35       |

### Certificaciones
| País           | Organismo certificador | Certificación | Ventas  | Ref.   |
| -------------- | ---------------------- | ------------- | ------- | ------ |
| Brasil         | ABPD                   | Oro           | 20 000  | [ 88 ] |
| Canadá         | CRIA                   | Oro           | 40 000  | [ 89 ] |
| Dinamarca      | IFPI — Dinamarca       | Oro           | 10 000  | [ 90 ] |
| Estados Unidos | RIAA                   | Platino       | 1 000   | [ 91 ] |
| Filipinas      | PARI                   | Platino       | 15 000  | [ 92 ] |
| México         | AMPROFON               | Oro           | 30 000  | [ 93 ] |
| Noruega        | IFPI — Noruega         | Platino       | 20 000  | [ 94 ] |
| Reino Unido    | BPI                    | Oro           | 100 000 | [ 95 ] |
| Rusia          | NFPF                   | Plata         | 5000    | [ 96 ] |

## Fechas de lanzamiento
| País           | Fecha                    | Formato                         | Edición           | Sello                                | Ref.              |
| -------------- | ------------------------ | ------------------------------- | ----------------- | ------------------------------------ | ----------------- |
| Varios         | 29 de septiembre de 2017 | CD, descarga digital, streaming | Estándar, de lujo | - Safehouse Records - Island Records | [ 2 ] [ 3 ] [ 4 ] |
| Estados Unidos | 29 de septiembre de 2017 | CD                              | Edición de Target | - Safehouse Records - Island Records | [ 30 ]            |
| Estados Unidos | 15 de diciembre de 2017  | Vinilo                          | Estándar          | - Safehouse Records - Island Records | [ 5 ]             |